# R. Kelly
Robert Sylvester Kelly (født 8. januar 1967), bedre kendt for sit kunstnernavn R. Kelly, er en amerikansk sanger, sangskriver, pladeproducer og dømt sexforbryder. Han er blevet krediteret for at have hjulpet med at omdefinere R&B og hiphop, og han har bl.a. fået kælenavnet som "kongen af R&B".
Kelly er kendt for sine sange som bl.a. "I Believe I Can Fly", "Bump n' Grind", "Your Body's Callin'", "Gotham City", "Ignition (Remix)", "If I Could Turn Back the Hands of Time", "The World's Greatest" og "I'm a Flirt". Kelly vandt tre Grammy Awards for "I Believe I Can Fly". Selvom Kelly primært er sanger og sangskriver, har han skrevet, produceret og remixet sange, singler og albums for andre kunstnere. I 1996 blev han nomineret til en Grammy Award for at skrive Michael Jacksons sang "You Are Not Alone".
Kelly har solgt over 75 millioner plader på verdensplan, hvilket gør ham til den mest succesrige mandlige R&B-kunstner i 1990'erne og en af verdens bedst sælgende musikkunstnere. Han er den 55. bedst sælgende musikkunstner i USA med over 32 millioner albumsalg. I 2010 betragtede magasinet Billboard ham som den mest succesrige R&B-kunstner i historien og listede ham som den bedste R&B/Hip Hop-kunstner i perioden mellem 1985 og 2010.
I 2019 blev han anholdt og sigtet for seksuelt misbrug. I 2021 blev han kendt skyldig i afpresning, menneskehandel og seksuelt misbrug af børn. Den 29. juni 2022 blev han idømt 30 års fængsel for en lang række overgreb. I februar 2023 fik han lagt yderligere et år til sin straf for besiddelse af børneporno. Kelly afsoner sin fængselsdom i det føderale fængsel FCI Butner Medium i North Carolina. Ifølge det amerikanske fængselsvæsen er hans løsladelsesdato den 21. december 2045.

## Opvækst
Kelly er født og opvokset i South Side af Chicago, Illinois som den tredje af fire børn. Hans mor, Joan var alene med børnene og ernærede sig som sanger og var også baptist. Kelly begyndte at synge i kirken i en alder af otte.
Senere begyndte han at optræde på gaden første alene og senere med sin ven Marc McWilliams. I 1989 dannede de gruppen MGM (Musically Gifted Men). I 1991 deltog Kelly i et talentshow på TV og vandt førstepræmien på $100.000.

## Karriere

### 1992–94:Born Into the 90'sog12 Play
Sammen med sin backupgruppe, The Public Announcement, udgav R. Kelly i 1992 debutalbummet Born into the 90's hvor kunstere som Guy, Babyface, Michael Jackson og Teddy Riley var med til at præge albummet.
Albummet resulterede i hits som "Slow Dance", "Honey Love", "Dedicated" og "She's Got That Vibe".
Året efter opløste Robert The Public Annoucement for at skabe sin egen karriere.
Kelly udgav sit andet album 12 Play 9. november 1993. Første singlen var "I Like The Crotch On You" og den anden single fra albummet, "Bump N' Grind" slog hans navn fast internationalt.
I 1994 udgav R&B-sangerinde Aaliyah debutalbummet Age Ain't Nothing but a Number, der var produceret af R. Kelly. Albummet toppede som #18 på Bilboard 200 og solgte mere end 3 millioner eksemplarer.

### 1995–96:R. KellyogI Believe I Can Fly
I 1995 skrev R. Kelly "You Are Not Alone" til Michael Jackson, der kom med på Jacksons dobbeltalbum HIStory. Sangen gik ind som nummer 1 mange steder rundt omkring i verdenen.
Hans andet soloalbum blev udgivet i november 1995 og hed R. Kelly'. Fra albummet kommer sangene "Thank God It's Friday", "Religious Love", "I Can't Sleep Baby (If)" og "Down Low (Nobody Has To Know)". Sidstnævnte medvirkede Ronald og Ernie Isley fra soulgruppen Isley Brothers på. Albummet blev en succes og solgte 5 millioner eksemplarer
I 1996 udgav han, som en del af soundtracket til filmen Space Jam, sangen "Believe I Can Fly" som blev et stort hit og nåede at være #1 på UK Single Chart i tre uger. Han modtog desuden en Grammy for sangen.

### 1997–99:R.ogLifeSoundtrack
I 1997 skrev han kontrakt med Atlantic City Seagulls - et professionelt baskeball-hold. Kontrakt var ordnet sådan, at han kunne forlade holdet for at skrive musik, og vende tilbage igen.
I 1998 udgav han dobbeltalbummet R., hvor flere forskellige musikere medvirkede. I modsætning til hans forrige arbejde bød denne udgivelse på flere forskellige genre fra radio pop (Celine Dion), rap (Nas og Jay-Z) til blues ("Suicide"). Albummet indeholdt også I Believe I Can Fly og har solgt mere end 8 millioner eksemplarer på verdensplan.
I 1998 producerede han soundtracket til filmene Batman & Robin ( Gotham City) og Life (Fortunate).

### 2000–02:TP-2.COMogThe Best of Both Worlds
I 2000 vendte han tilbage med albummet TP2.com som en slags efterfølger til 12 Play. Alle sange var skrevet, arrangeret og produceret af R. Kelly. Fra albummet kommer hits som "I Wish" (U.S. Hot 100: #14, U.S. R&B: #1), "Feelin' On Yo Booty" (U.S. R&B: #9), and the remix to "Fiesta" (U.S. Hot 100: #6, U.S. R&B: #1), which featured Jay-Z.
Året efter lavede han soundtracket til filmen Ali som indeholder sangen "The World's Greatest". Han optrådte med den til Vinter-OL 2002 i Salt Lake City til afslutningsceremonien.
Samme år udgav han samarbejdet The Best of Both Worlds sammen med rapperen Jay-Z. Det blev lækket en måned inden udgivelsen og blev hurtigt spredt på internettet via fildeling. Trods dette solgte det alligevel 265.000 eksemplarer på åbningsweekenden 26. marts.

### 2003–05:Chocolate Factory, Happy People/U Saved MeogTP.3 Reloaded
I 2003 vendte han tilbage med albummet The Chocolate Factory, der bl.a. indeholdte hits såsom "Ignition (Remix)" og "Step In The Name of Love".
I august 2004 udgav han dobbeltalbummet Happy People/U Saved Me. Samme år udgav han Unfinished Business sammen med Jay-Z.
Den 5. juli 2005 udgav han sit syvende studiealbum TP3 Reloaded. Det indeholder gæsteoptrædener bl.a. fra The Game, Snoop Dogg, Yandell og Twista. Desuden indeholder albummet også de første fem kapitler af en "Trapped In The Closet".

## Sexmisbrug af børn
I februar 2002 bragte avisen Chicago Sun-Times nyheden at den havde modtaget et videobånd med Kelly, der havde oral- og urinsex med en 14-årig pige.
Senere samme år blev han også anklaget for 21 tilfælde af børneporno i sin hjemby, Chicago.
Medierne stemplede ham på baggrund af videobåndet som skyldig, men Robert selv svarede tilbage i sangen ”Heaven I Need A Hug”. Sagerne kørte delvist frem indtil marts 2004, hvor han blev frikendt for pædofili.
Retssagen om børneporno imod ham var sat til at fortsætte i efteråret 2005,[kilde mangler] men blev udskudt flere gange og først flere år senere, i juni 2008, blev han frifundet.
I 2019 blev Kelly anklaget af retten i Cook Country, Chicago, for 21 tilfælde af sexmisbrug af mindreårige 
Den 11. juli 2019 blev han arresteret på mistanke om sexmisbrug, menneskehandel, børnepornografi, rufferi og for at forhindre rettens gang.
27. september 2021 blev Kelly af retten i New York fundet skyldig i ni tilfælde af sexmisbrug af mindreårige, kidnapning, bestikkelse og sexhandel. 29. juni 2022 blev straffen udmålt til 30 års fængsel. Kelly afventer desuden en ny retssag om produktion af børnepornografi i august 2022.

 Dette afsnit eller denne liste er kun påbegyndt. Hvis du ved mere om emnet, kan du hjælpe Wikipedia ved at tilføje mere.

## Diskografi
| Album                   | I samarbejde med    | Udgivelsesdato    | Skæringer | Salgstal            |
| ----------------------- | ------------------- | ----------------- | --- | ------------------- |
| Born Into the '90s      | Public Announcement | 1993              | |                     |
| 12 Play                 |                     | 1993              | |                     |
| R. Kelly                |                     | 1995              | |                     |
| R.                      |                     | 1998              | |                     |
| TP-2.com                |                     | 2000              | |                     |
| The Best of Both Worlds | Jay-Z               | 2002              | |                     |
| Chocolate Factory       |                     | 2003              | |                     |
| Happy People/U Saved Me |                     | 2004              | |                     |
| Unfinished Business     | Jay-Z               | 2004              | |                     |
| TP.3 Reloaded           |                     | 2005              | |                     |
| Double Up               |                     | 2007              | |                     |
| 12 Play Fourth Quarter  |                     | 2008              | |                     |
| Untitled                |                     | 2009              | |                     |
| Love Letter             |                     | 2010              | |                     |
| Write Me Back           |                     | 2012              | |                     |
| Black Panties           |                     | 19. november 2013 | 1. Legs Shakin (featuring Ludacris) 2. Cookie 3. Throw Money On You 4. Prelude 5. Marry the Pussy 6. You Deserve Better 7. Genius 8. All the Way (featuring Kelly Rowland) 9. My Story (featuring 2 Chainz) 10. Right Back 11. Spend That (featuring Young Jeezy) 12. Crazy Sex 13. Shut Up | USA: 500.000 (guld) |
| The Buffet              |                     | 11. december 2015 | 1. The Poem 2. Poetic Sex 3. Anything Goes (featuring Ty Dolla $ign) 4. Let’s Make Some Noise (featuring Jhené Aiko) 5. Marching Band (featuring Juicy J) 6. Switch Up featuring (Lil Wayne and Jeremih) 7. Wanna Be There (featuring Ariirayé) 8. All My Fault 9. Wake Up Everybody 10. Get Out Of Here With Me 11. Backyard Party 12. Sextime 13. Let’s Be Real Now (featuring Tinashe) 14. I Just Want To Thank You (featuring WizKid) 15. Keep Searchin’ 16. Sufferin’ 17. I Tried 18. Barely Breathin’ |                     |